# Sadok Ben Jemâa
Pour les articles homonymes, voir Jemaa.
Sadok Ben Jemâa ou Sadok Ben Jomâa (arabe : الصادق بن جمعة), né le 22 juillet 1932 à Mahboubine (Djerba) et mort le 18 novembre 2011 à Tunis, est un ingénieur et homme politique tunisien.
Il milite pour l'indépendance de la Tunisie avant d'être plusieurs fois ministre entre 1961 et 1988.

## Biographie

### Formation et carrière professionnelle
Il effectue ses études primaires et secondaires au Collège Sadiki de Tunis et ses études supérieures à Paris. Ces dernières sont couronnées en 1960 par une maîtrise de physique à la Sorbonne et un diplôme d'ingénieur civil à l'École nationale des ponts et chaussées.
Ingénieur principal au ministère des Travaux publics, il est directeur du port de Tunis-Goulette de 1960 à 1962 puis PDG de plusieurs sociétés : Société nationale de transport (1963-1967), Société nationale touristique des transports et Société nationale de mise en valeur du Sud tunisien (1966-1972). Fondateur et premier président de la Banque du Sud en 1968 (devenue Attijari Bank en 2006), il est PDG du Groupe pétrolier tuniso-italien de 1967 à 1969, regroupant notamment la Société italo-tunisienne d'exploitation pétrolière, la Société nationale de distribution des pétroles et la Société tunisienne des industries de raffinage.
Directeur général de l'industrie, des mines et de l'énergie en 1960, directeur général au ministère des Travaux publics de 1972 à 1977, il est PDG de deux bureaux d'études privés. À partir de 1988, il préside les conseils d'administration des sociétés familiales, respectivement dans le secteur de l'automobile (Ben Jemaa Motors, concessionnaire BMW) et de la promotion immobilière (Baytouna).

### Responsabilités scientifiques
Figurant parmi les fondateurs de l'Union nationale des ingénieurs tunisiens, qu'il préside de 1970 à 1977 et de 1979 à 1990, il fonde l'Ordre des ingénieurs tunisiens en 1982 et le préside jusqu'en 1991.
Il préside la Fédération mondiale des organisations d'ingénieurs (1975-1986), la Coopération méditerranéenne pour l'énergie solaire (1980-1986), l'Union maghrébine des ingénieurs et le Conseil consultatif national pour la recherche scientifique et la technologie (2003-2011). Il est également membre du bureau exécutif (1975-1987) puis président de l'Union des ingénieurs arabes, membre du bureau exécutif de la Fondation islamique pour la science et la technologie, vice-président de l'Union panafricaine pour la science et la technologie et du Conseil consultatif des Nations unies pour la science et la technologie (1980-1987).

### Responsabilités politiques
Membre du bureau exécutif de la cellule parisienne du Néo-Destour, il devient membre, secrétaire général puis président de la fédération française du Néo-Destour entre 1959 et 1960 ; il préside ensuite la cellule des travaux publics et des ports de 1961 à 1963 avant d'accéder au bureau politique du parti, devenu le Parti socialiste destourien (1981-1986) puis le Rassemblement constitutionnel démocratique (1987-1988).
Vice-président de la municipalité de Tunis de 1963 à 1972, il siège comme député de 1980 à 1986. Entré au gouvernement comme ministre des Affaires sociales et de l'Habitat de 1969 à 1971, il devient ministre du Transport et des Télécommunications de 1980 à 1983, de l'Équipement de 1983 à 1984, de l'Équipement et de l'Habitat de 1987 à 1988.

### Autres activités
Sadok Ben Jemâa est président du club des exportateurs, fondateur puis président (1973-1976) du Club olympique des transports. Il a entre autres lancé le projet et collecté les fonds du centre du service d'aide médicale urgente, implanté à proximité de l'hôpital La Rabta de Tunis, et qui prend son nom en juillet 2014.